# Федеріко Едвардс
Федеріко Едвардс (ісп. Federico Edwards, 25 січня 1931, Санта-Фе — 13 листопада 2016) — аргентинський футболіст, що грав на позиції захисника.
Виступав, зокрема, за клуб «Бока Хуніорс», з яким став чемпіоном Аргентини, а також національну збірну Аргентини, у складі якої був учасником чемпіонату світу.

## Клубна кар'єра
У дорослому футболі дебютував виступами за команду «Уніон» (Санта-Фе). Своєю грою за цю команду привернув увагу представників тренерського штабу клубу «Бока Хуніорс», до складу якого приєднався 1951 року. Відіграв за команду з Буенос-Айреса наступні дев'ять сезонів своєї ігрової кар'єри, ставши 1954 року чемпіоном Аргентини.
У 1960 році він приєднався до «Індепендьєнте» (Авельянеда), де, хоча був членом команди, яка виграла чемпіонство у цьому сезоні, він виступав лише за команду резервістів і не грав у першій команді. Завершив ігрову кар'єру у чилійській команді «Грін Кросс», за яку виступав протягом 1961 року.

## Виступи за збірну
У складі національної збірної Аргентини збірної був учасником чемпіонату світу 1958 року у Швеції, але так за головну команду країни і не дебютував.
Помер 13 листопада 2016 року на 86-му році життя.

## Титули і досягнення
- Чемпіон Аргентини (2):

«Бока Хуніорс»: 1954
«Індепендьєнте»: 1960